# 维塞
维塞（法語：Visé，法語發音：[vize] ⓘ，荷蘭語發音：[ˈʋeːzɛt]）是比利时瓦隆大区列日省列日區的一个城市，北隔默兹河与荷兰相望，通行法语，是比利时法语社群的一部分，人口17,767人（2018年1月1日）。

## 友好城市
- 法國 艾吉永